# Niño crucificado
El supuesto suceso del niño crucificado fue un titular informativo titulado: una refugiada de Sloviansk detalla cómo un niño junto con la mujer de un miliciano de las fuerzas prorrusas fueron ejecutados frente a ella. La noticia, posteriormente demostrada que se trataba de un bulo, fue dada por el canal de televisión ruso Perviy Kanal durante el transcurso de la Guerra del Donbás en 2014. Dicho reporte tuvo lugar el 12 de julio. Según el testimonio de Halina Pyshnyak, nombre de la refugiada en cuestión, un grupo de soldados ucranianos llevaron a cabo el acto en la plaza de Lenin con un niño de 3 años.

## Investigación

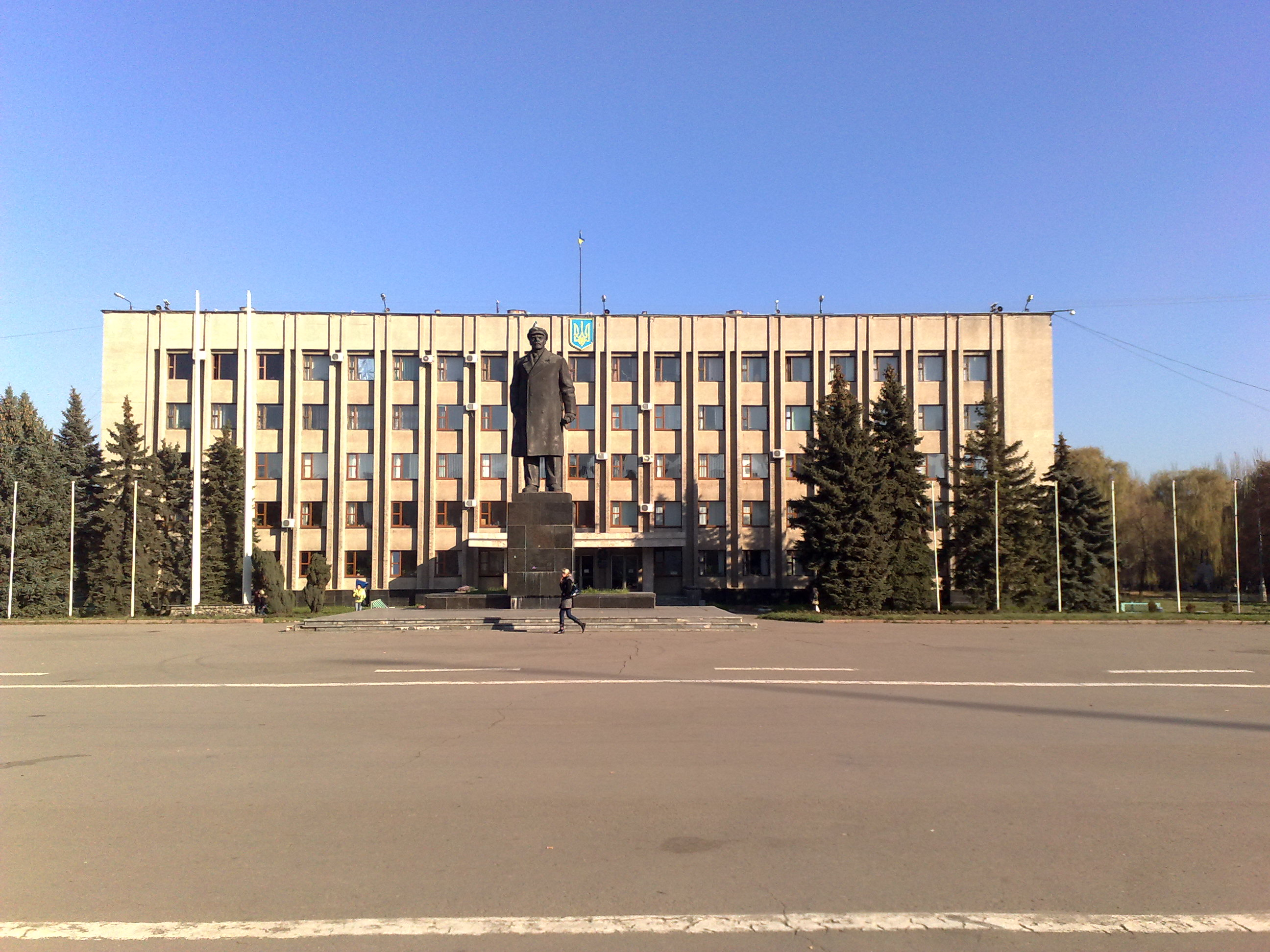
Plaza de la Catedral (Lenin según Pyshnyak) de Sloviansk, lugar donde supuestamente se produjo la "crucifixión".

Este suceso atrajo la atención de varios periodistas de investigación de los medios de comunicación: Novaya Gazeta y Dozhd, los cuales entrevistaron a varios vecinos de la localidad, sin embargo no hallaron evidencias que respaldase lo sucedido, ya sea pistas de audio o grabaciones en vídeo. Detalle extraño dada la época en la que sucedió el conflicto, el cual estaba siendo cubierto por todos los medios, tanto nacionales como internacionales. Otra fuente, procedente de la BBC alegó que "no existía ninguna plaza Lenin" donde se supone, los residentes observaron la escena. Más adelante se procedió a investigar a la refugiada, cuyo marido fue miembro de la unidad prorrusa Berkut hasta que se unió a una unidad separatista liderada por Igor Strelkov.

## Reacciones
Tal evento fue posteriormente considerado como "un ejemplo de manipulación mediática que se convirtió en estandarte" de los medios de comunicación modernos, en especial para los medios oficiales afines al Kremlin. De acuerdo con la cultura popular rusa, este bulo está considerado como una "obra maestra de la propaganda" que derivó en un sinónimo para definir a los "periodistas que proporcionaban información falsa". La rápida propagación de la noticia sobre el "niño crucificado" fue posteriormente estudiado para realizar un análisis estadístico en relación con la proliferación de las noticias falsas en los medios de comunicación actuales y en las búsquedas por internet.
La ex-editora del portal Lenta.ru, Galina Timchenko declaró que "[el bulo] supuso un daño a la imagen de la ética profesional por parte de las principales cadenas de televisión". El opositor ruso Alekséi Navalni tildó de "locos" a la cadena por haber emitido el reportaje. Otra voz crítica fue la del también opositor Boris Nemtsov, quien acusó a las autoridades de "intentar engañar a la población ingenua" respecto a la guerra con Ucrania. En cuanto a RT, publicó la historia online bajo el titular: "El ejército de Kiev ahora crucifica bebés en las ciudades y obligan a las madres a mirar" que fue retirado de su web aparte de negar haber estado involucrados en el reportaje. No obstante, existen varias copias en las redes sociales que afirmaron lo contrario.